# Čizuru Araiová
Čizuru Araiová (* 1. listopadu 1993 Jorii) je japonská zápasnice–judistka.

## Sportovní kariéra
S judem začínala na základní škole Obusuma v rodném Jorii. Od roku 2012 se připravuje v profesionálním judistickém týmu pojišťovny Mitsui Sumitomo Insurance pod vedením Hisaši Janagisawy a jeho asistentů. V roce 2016 se kvalifikovala na olympijské hry v Riu, ale v japonské olympijské nominaci dostala přednost Haruka Tačimotová.

### Vítězství
- 2012 - 1x světový pohár (Čedžu)
- 2013 - 1x světový pohár (Kano Cup)
- 2015 - 3x světový pohár (Sofie, Düsseldorf, Kano Cup)
- 2016 - 1x světový pohár (Ťumeň)
- 2017 - 2x světový pohár (Paříž, Düsseldorf)

## Výsledky
| Olympijské hry    |    |    |    | — |    |    |  |  |  |  |  |  |  |  |  |  |  |  |  |  |  |
| Mistrovství světa | —  | —  | 5. |   | 1. | 1. |  |  |  |  |  |  |  |  |  |  |  |  |  |  |  |
| Asijské hry       |    | 2. |    |   |    | —  |  |  |  |  |  |  |  |  |  |  |  |  |  |  |  |
| Mistrovství Asie  | —  |    | —  | — | —  |    |  |  |  |  |  |  |  |  |  |  |  |  |  |  |  |
| MS juniorů        | 2. |    |    |   |    |    |  |  |  |  |  |  |  |  |  |  |  |  |  |  |  |